# Total Annihilation: Kingdoms
Total Annihilation: Kingdoms är ett datorspel skapat och släppt av Cavedog Entertainment 25 juni 1999. 